# Рафа Силва
Рафаел Александре " Рафа " Фернандес Фереира да Силва (порт. Rafael Alexandre Fernandes Ferreira da Silva; Вила Франка де Шира, 17. мај 1993) је португалски фудбалер који игра за Бешикташ и португалску репрезентацију као офанзивни везни играч.
Након што је започео професионалну каријеру у ФК Феиренсе, прешао је у ФК Брага 2013. године, за коју је одиграо преко 100 утакмица, освојивши Куп Португалије 2016. Придружио се Бенфики 2016. године, освојивши два шампионата у Примеира лиги од тада.
Репрезентативац од 2014. године, Силва је представљало Португалију на Светском првенству 2014, на Европском 2016 и Лиги нација 2018/19, победивши на последња два турнира.

## Клупска каријера

### Феиренсе
Рођен у насељу Форте да Каса, у лисабонској општини Вила Франка де Шира, Силва је почео да игра фудбал са ФК Атлетико Повоенсе и ФК Алверка, оба у Лисабонском округу. Године 2011, са 18 година, потписао је за ФК Феиренсе са којим је играо задње године као јуниор.
Силва је професионално дебитовао 29. јула 2012. године, одигравши пуних 90 минута у победи домаћег тима од  2:1 против ФК Пенафиела у утакмици Купа Португалије. Пропустио је само једну утакмицу у лигашкој сезони, укупно више од 3200 минута акције како би помогао свом тиму да заврши на 13. месту Друге лиге.

### Брага
У јуну 2013. године Силва је потписао петогодишњи уговор са ФК Брага за непознату накнаду. Своје прве голове, постигао је 10. новембра, када је дао два гола за победу од 3:1 на гостовању код ФК Олханенсе у четвртом колу Купа Португалије. Деветнаест дана касније постигао је први погодак у лиги, за победу домаћих од 4:1. Прву је годину завршио са 23 одигране утакмице и три гола, што је помогло његовом тиму да сезону заврши на деветом месту.
Следеће сезоне Силва је одиграо све осим једне утакмице. Три пута је постигао погодак у Купу Португалије 2014/15, укључујући један у финалу који су изгубили у пенал серији од ФК Спортинга на Националном стадиону у Оеирасу 31. маја 2015. године.
Силва је постигао једини погодак у свом дебију за Лигу Европе 17. септембра 2015, за победу над ФК Слован Либерец у гостима, и још два гола у трци до четвртфинала . Након сезоне 2015/16 у којој је Брага победила у финалу купа против ФК Порто, прешао је у ФК Бенфика.

### Бенфика
Бранилац титуле ФК Бенфика је 1. септембра 2016. године, објавио је да Силва потписао петогодишњи уговор са клубом, у укупном износу од 16,4 милиона евра. Клаузула о раскидању уговора износила је 60 милиона евра. Дебитовао је осам дана касније, у победи од 2:1 над ФК Ароука.
У својој 14. утакмици, 22. јануара 2017, у коју је ушао као замена за Костантиноса Митроглуа, Силва је постигао свој први погодак за тим у победи од 4:0 над ФК Тондела на Стадиону светлости. У тој сезони играо је и седам минута у финалу домаћег купа, који су и освојили након победе од 2:1 над ФК Виторије Гимараиса.
Силва је постигао свој девети лигашки гол 2. марта 2019, победом од 2:1 у гостима против ФК Порта. Бенфика је прескочила конкуренцију и заузела прво место десет рунди пре краја. Сезону је завршио са 17 најбољих лигашких голова у каријери, бољи од њега су били само његови саиграчи Харис Сеферовић (23 гола) и Бруно Фернандес (20).
Силва је постигао први гол у победе Бенфике од 5:0 у Суперкупу Кандидо де Оливеира 4. августа 2019. године, против градског ривала ФК Спортинга на Стадиону Алгарве.

## Репезентативна каријера
Силва је први пут наступио за репрезентацију Португалије до 20 година, 23. априла 2013. против Узбекистана. Био је изабран те године и за Светско првенство у фудбалу до 20 година .
Дана 28. фебруара 2014, Силва је добио први позив за сениорску репрезентацију за пријатељску утакмицу са Камеруном 5. марта. Одиграо је првих 45 минута утакмице, у победи од  5:1 у Леирији .
Силва је, 19. маја 2014. године, изабран за финални састав од 23 човека за Светски првенство 2014. године. Није играо јер су Португалци испали у групној фази .
Након што је у квалификацијама у обе утакмице против Азербејџана забележио голове, Силва је био део тима млађих од 21 године који је завршио као други на Европском првенству до 21 године 2015. у Чешкој. Вратио се сениорима за Европско првенство 2016, дебитовао 18. јуна у 89. минуту као замена за Нанија у ремију  0: 0 са Аустријом на Парку принчева.

## Статистика каријере

### Клуб
Ажурирано 23. јуна 2020
| Клуб     | Сезона   | Лига          | Лига  | Лига | Национални купови | Национални купови | Куп лиге | Куп лиге | Европа | Европа | Остало | Остало | Укупно | Укупно |
| Клуб     | Сезона   | Дивизија      | Наст. | Гол. | Наст.             | Гол.              | Наст.    | Гол.     | Наст.  | Гол.   | Наст.  | Гол.   | Наст.  | Гол.   |
| -------- | -------- | ------------- | ----- | ---- | ----------------- | ----------------- | -------- | -------- | ------ | ------ | ------ | ------ | ------ | ------ |
| Feirense | 2012–13  | Друга лига    | 41    | 10   | 2                 | 1                 | 4        | 0        | —      | —      | —      | —      | 47     | 11     |
| Брага    | 2013–14  | Примеира лига | 23    | 3    | 5                 | 4                 | 4        | 2        | 0      | 0      | —      | —      | 32     | 9      |
| Брага    | 2014–15  | Примеира лига | 34    | 2    | 6                 | 3                 | 3        | 0        | —      | —      | —      | —      | 43     | 5      |
| Брага    | 2015–16  | Примеира лига | 30    | 8    | 5                 | 0                 | 3        | 1        | 12     | 3      | —      | —      | 50     | 12     |
| Брага    | 2016–17  | Примеира лига | 1     | 0    | 0                 | 0                 | 0        | 0        | 0      | 0      | 1      | 0      | 2      | 0      |
| Брага    | Укупно   | Укупно        | 88    | 13   | 16                | 7                 | 10       | 3        | 12     | 3      | 1      | 0      | 127    | 26     |
| Бенфика  | 2016–17  | Примеира лига | 20    | 2    | 4                 | 0                 | 4        | 0        | 3      | 0      | 0      | 0      | 31     | 2      |
| Бенфика  | 2017–18  | Примеира лига | 20    | 3    | 2                 | 0                 | 2        | 0        | 1      | 0      | 0      | 0      | 25     | 3      |
| Бенфика  | 2018–19  | Примеира лига | 26    | 17   | 4                 | 2                 | 2        | 2        | 11     | 0      | —      | —      | 44     | 21     |
| Бенфика  | 2019–20  | Примеира лига | 19    | 6    | 3                 | 1                 | 1        | 0        | 5      | 2      | 1      | 1      | 29     | 10     |
| Бенфика  | Укупно   | Укупно        | 85    | 28   | 13                | 3                 | 9        | 2        | 20     | 2      | 1      | 1      | 129    | 36     |
| Каријера | Каријера | Каријера      | 214   | 51   | 31                | 11                | 23       | 5        | 32     | 5      | 2      | 1      | 303    | 73     |

### Репрезентација
Ажурирано 4. септембар 2021.
| Португалија | Португалија | Португалија |
| Година      | Нас.        | Голови      |
| ----------- | ----------- | ----------- |
| 2014        | 3           | 0           |
| 2015        | 2           | 0           |
| 2016        | 5           | 0           |
| 2017        | 0           | 0           |
| 2018        | 3           | 0           |
| 2019        | 4           | 0           |
| 2020        | 1           | 0           |
| 2021        | 7           | 0           |
| Укупно      | 25          | 0           |

## Највећи успеси

### Клубови
Брага
- Куп Португалије (1) : 2015/16.
- Суперкуп Португалије : финалиста 2016.

Бенфика
- Првенство Португалије (3) : 2016/17, 2018/19, 2022/23.
- Куп Португалије (1) : 2016/17. (финалиста 2019/20, 2020/21).
- Суперкуп Португалије (3) : 2017, 2019, 2023. (финалиста 2020).

Бешикташ
- Суперкуп Турске (1) : 2024.

### Репрезентација
Португалија
- Европско првенство (1) : 2016.
- Лига нација (1) : 2018/19.

### Друго
- Командант Реда за заслуге [33]